# Alejandro Guichot y Sierra
Alejandro Guichot y Sierra (Sevilla 1859 - Sevilla 1941) va ser un sociòleg, pedagog i folklorista espanyol. Era fill de l'historiador Joaquín Guichot Parody (1820-1906). Va estudiar Filosofia i Lletres a la Universitat de Sevilla i de ben jove, participà en la fundació de la societat "El Folk-Lore Andaluz" (1881), de la Biblioteca de las Tradiciones Populares Españolas i del Ateneo y Sociedad de Excursiones de Sevilla (1887), en això va col·laborar amb el sociòleg Manuel Sales i Ferré i amb Antonio Machado y Álvarez, Demófilo que era el pare d'Antonio i Manuel Machado. Era políticament republicà des de la sevsa pròpia posició regeneracionista, krausista i positivista. Va ser col·laborador molt actiu amb el Círculo Educativo Republicano i el Centro Republicano Social. Va ser elegit regidor de l'Ajuntament de Sevilla l'any 1903, i en va dimitir el 1906, però li va permetre exercir una tasca educativa i cultural, especialment amb la fundació de la Universidad Popular.
A partir de 1913 es va relacionar amb l'andalusisme del qual es considera el creador junt amb José María Izquierdo i Blas Infante als anys 1913/14. Va aprofondir la sociologia urbana de Sevilla. Va tenir càrrecs polítics durant la Segona República Espanyola

## Obres
- Sobre el folklorisme:"Supersticiones populares recogidas en Andalucía y comparadas con las portuguesas" (1883) i "El basilisco" (1884), la Ciencia de la Mitología. El gran mito chtónico-solar (1903) i la Noticia histórica del Folklore (1922)
- Sobre sociologia: "Antroposociología" (1911), Cómo habla Ancián (1913) i Hemeroscopio de calderas de Pero Botero (1923).
- Obra artístico-literària: "La Montaña de los Ángeles" (1896), Clasificaciones de las ciencias y de las artes (1912), Una pinacoteca sevillana (1922).